# محافظة تشانثابوري
محافظة تشانثابوري أو تنطق جنترابوري (بالتايلندية: จันทบุรี)‏(بالإنجليزية: Chanthaburi)‏ هي واحدة من محافظات تايلاند الخمس والسبعين تقع بجوار كمبوديا والمحافظات المجاورة لها هي محافظة رايونغ ومحافظة تشونبوري ومحافظة شاسوينجساو ومحافظة سا كايو ومحافظة ترات.

## الجغرافيا
تقع المحافظة في الجزء الشرقي من تايلاند وتقع على خليج تايلاند وتشترك معا محافظة ترات في مركز تعدين الأحجار الكريمة كالياقوت والفواكه الاستوائية من المنتجات الرئيسية للمحافظة والنهر الرئيسي في المحافظة نهر تشانثابوري.

## التقسيمات الادارية
تنقسم المحافظة ل10 مقاطعات وتنقسم هذه المقاطعات إلى 76 مقاطعة فرعية (بلدية) و 690 قرية.
| 1. موينج تشانثابوري 2. كالانج 3. مي ثا 4. بونغ نام رون 5. ماكهيم 6. اييم سانج | 1. صواداو 2. هانغ كاينغ مياو 3. ياي نا ام 4. خاو كيجوكات |

## أعلام
- سوفانان بوريرات
- لوكسيكا كومخوم
- بانسا هيمفيبون
- جاكي واكبيروم